# Glandirana minima
Glandirana minima là một loài ếch trong họ Ranidae. Nó là loài đặc hữu của Trung Quốc.
Các môi trường sống tự nhiên của chúng là sông, đầm nước, đầm nước ngọt, đầm nước ngọt có nước theo mùa, ao, và đất có tưới tiêu. Nó bị đe dọa do mất môi trường sống.